# 吉家敬三
吉家 敬三（よしいえ けいぞう、明治16年（1883年）2月12日 - 没年不明）は日本の実業家。元鴨川化工会長。
父吉家捨蔵は長野県多額納税者で農業を営んだ。長男光夫の妻道子は王子製紙社長、日本商工会議所会頭などを歴任した足立正の三女。

## 経歴
長野県上高井郡小布施村（現小布施町）に生まれた。吉家捨蔵の長男。
明治38年（1905年）早稲田大学専門部法律科修了。大正5年（1916年）亀井染料に入り大正15年（1926年）満州鉱山薬社長に就任し後南満火工品社長を兼ね昭和16年（1941年）鴨川ニッケル（後の鴨川化工）会長に挙げられた。

## 家族 親族
- 長男 光夫
- 二男 英夫